# Papua New Guinean Sign Language
Papua New Guinean Sign Language (PNGSL, Papua-Neuguinearische Gebärdensprache) ist eine Gebärdensprache mit Ursprung in Papua-Neuguinea. Die standardisierte Form der PNGSL wurde 2015 zur Amtssprache Papua-Neuguineas erklärt.
Sie ist auch als Melanesian Sign Language bekannt. Dies ist jedoch keine Übersetzung des Namens der Gemeinschaft und ist irreführend, da sie sonst in Melanesien nicht verwendet wird.

## Verbreitung
Es ist bisher nicht bekannt, in welchem Umfang genau und wo PNGSL in Papua-Neuguinea verwendet wird. Bisherige Tests haben jedoch ergeben, dass Sprecher aus verschiedenen Gebieten von Papua-Neuguinea miteinander kommunizieren konnten, obwohl es aufgrund des Einflusses der Home Signs (Hausgebärden) große regionale Unterschiede gibt. Viele Kinder, die PNGSL lernen, wurden von hörenden Eltern großgezogen, die Home Sign verwenden, und diese Kinder haben die Sprache bei Zusammenkünften von Gehörlosen deutlich beeinflusst.

## Geschichte
Die Australische Gebärdensprache (Auslan) wurde in den 1990er Jahren in Papua-Neuguinea eingeführt. Es gab Einflüsse von Tok Pisin und, noch wichtiger, eine Mischung mit lokalen oder häuslichen Gebärden, da die Sprachen bis zu einem gewissen Punkt auseinandergingen, an dem man im Jahr 2015 schätzte, dass sie nur noch zu etwa 50 % gegenseitig verständlich waren und dass Muttersprachler von Auslan und PNGSL einander nicht verstehen konnten.
Als die Gebärdensprache offiziell anerkannt wurde, wurde PNGSL bereits als Unterrichtssprache in Gehörlosenschulen und bei gehörlosen Schülern in Hörendenschulen verwendet. Bücher, die bis dahin angeblich in PNGSL geschrieben waren, waren in Wirklichkeit in Auslan. Das erste Buch in echtem PNGSL wurde 2020 veröffentlicht.
Separate, lokale Gebärdensprachen wurden in den Provinzen Enga und Chimbu beschrieben.